# ゴジナキ

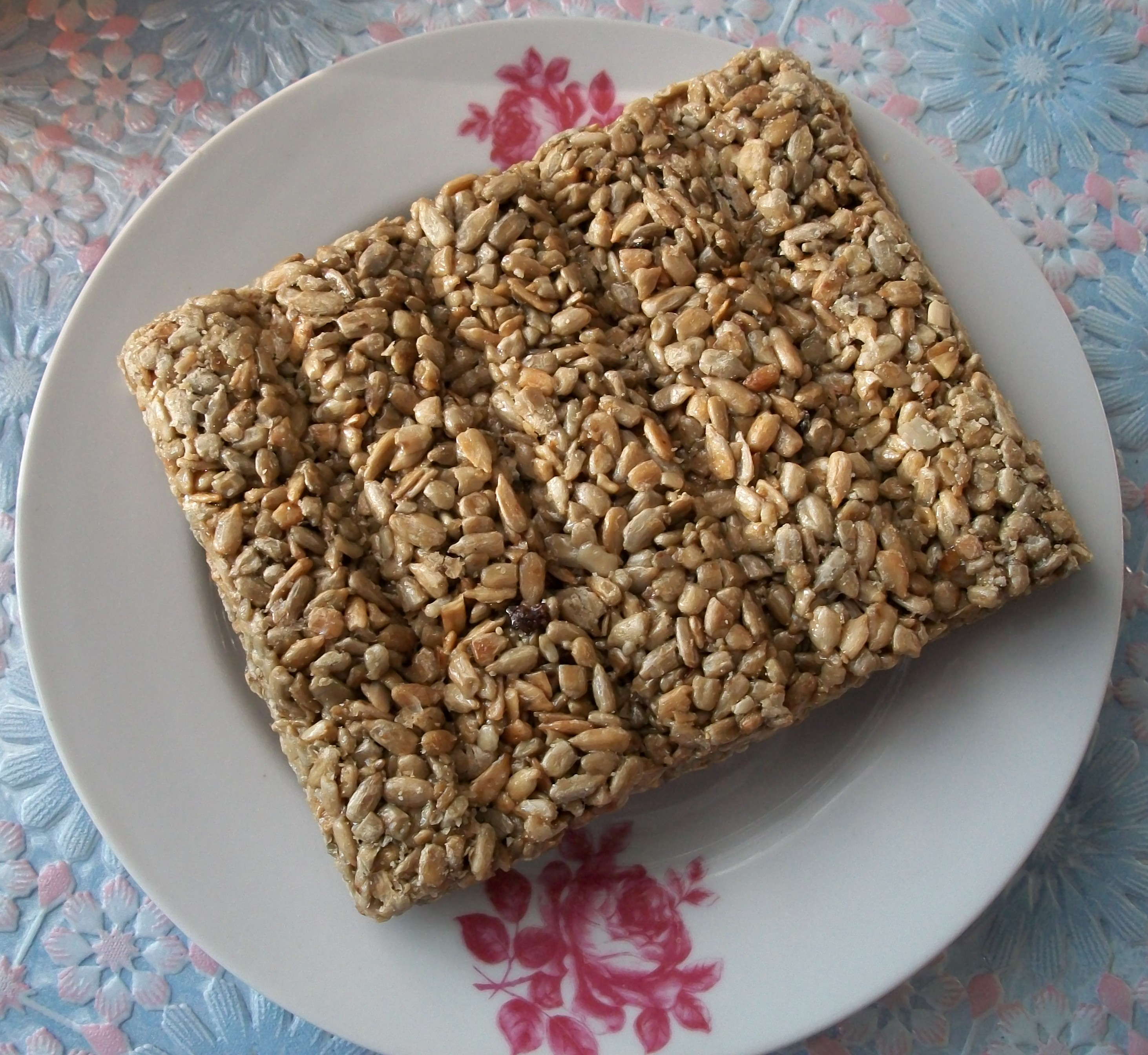
ひまわりの種ゴジナキ

ゴジナキ（グルジア語: გოზინაყი）とは、ジョージアのクリスマスや年越しに欠かせない伝統菓子である。
熱した蜂蜜に砂糖を加えキャラメル化させ、あらかじめ炒ったひまわりの種、クルミ等のナッツを合えた後、形を整え、冷まし、包丁でカットして作られる。